# Constat de décès
Ne doit pas être confondu avec Acte de décès ou Bulletin de décès.
 (avril 2011).

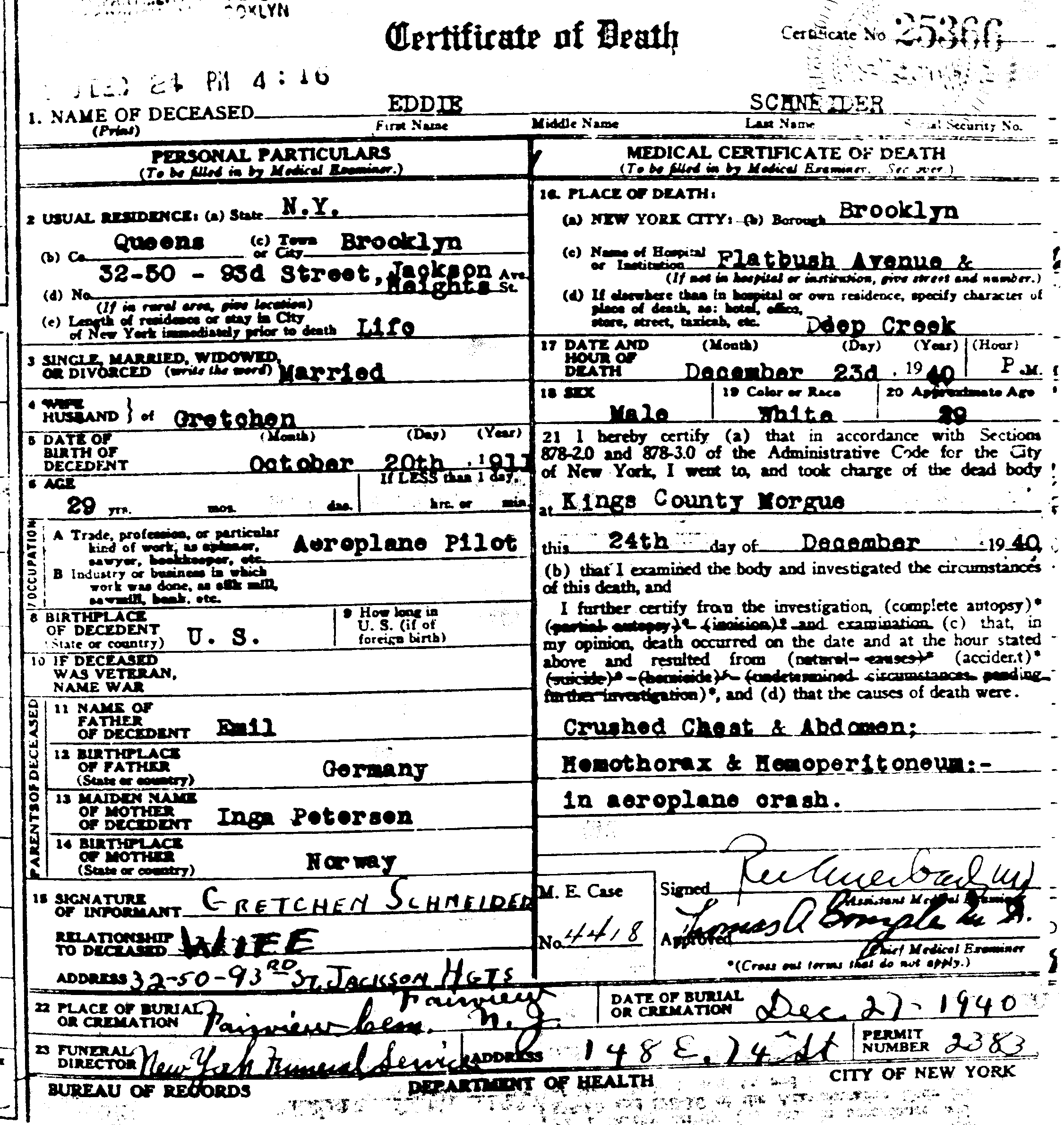
Certificat de décès de l'aviateur américain Eddie August Schneider, établi à New York le 23 décembre 1940.

Le constat de décès est l'acte par lequel en France un médecin (ou, depuis 2024, à titre expérimental, par un ou une infirmière) constate le décès d'une personne. Il doit alors rédiger un certificat de décès.

## France
L'article L2223-42 du code général des collectivités territoriales dispose que « L'autorisation de fermeture du cercueil ne peut être délivrée qu'au vu d'un certificat, établi par un médecin, attestant le décès. »
Trois situations se présentent en fonction du lieu du décès :
- si le décès survient à l'hôpital ou dans une clinique privée (75 % des cas), le médecin de l'établissement se charge du constat ;
- si le décès survient à domicile ou dans un établissement non médicalisé, c'est le médecin qui arrive sur les lieux et constate le décès (médecin traitant ou médecin de garde) qui délivre le certificat de décès (imprimé bleu en trois volets) ;
- si le décès survient sur la voie publique ou si l'intervention des services de police ou de gendarmerie a été nécessaire, le certificat de décès peut être établi par un médecin désigné par le procureur de la République du département concerné.

Il faut savoir que le certificat de décès doit être signé rapidement; sans cette pièce, le transfert du défunt par les pompes funèbres est interdit.
Le constat de décès doit être réalisé sur les lieux du décès par tout médecin inscrit à l’Ordre des médecins. Le médecin doit être appelé dès que le décès est supposé par la famille, les témoins ou les secouristes.
La France ouvre en 2024 la possibilité, à titre expérimental et pour un an, que le certificat puisse être émis par une personne du corps infirmier, après une formation de 12 heures en e-learning. La région PACA est choisie comme zone de test.
Le certificat de décès est nécessaire pour déclarer le décès, pour le transport de corps vers une chambre mortuaire ou funéraire, pour effectuer des soins de conservation, et pour la crémation. Il permet également les démarches successorales et le versement des capitaux (assurances-vie).

### Le certificat de décès
Le certificat est un imprimé bleu avec deux parties, supérieure nominative, en triple exemplaire et inférieure, proposé par l'arrêté du 24 décembre 1996, et disponible à la Délégation territoriale des agences régionales de santé (ARS).
Il existe deux modèles de certificat de décès, certificat de décès néonatal jusqu'au vingt-septième jour de vie, et l'autre concerne les décès à partir du vingt-huitième jour de vie.
Un décret est venu modifier le modèle de certificat de décès, par décret du 21 avril 2017, no 2017-602.
Le certificat de décès peut être électronique, depuis avril 2017. 

#### Première partie
La première partie, supérieure, nominative,  comprend :
- Commune de décès
- État civil du défunt : nom et prénom, date de naissance, domicile
- Date et heure de la mort
- Caractère réel et constant de la mort
- Signature du médecin et son cachet
- Différentes rubriques permettent à l'officier d'état civil d'autoriser ou de refuser certaines opérations funéraires :
  - obstacle médico-légal à l'inhumation (mort violente délictuelle, criminelle, suicidaire ou mort suspecte)
  - obligation de mise en bière immédiate (pour les pathologies justifiant une mise en cercueil hermétique ou en cercueil simple)
    - dans un cercueil hermétique (variole, choléra, charbon, fièvre hémorragiques virales),
    - dans un cercueil simple : plus aucune[Quand ?] pathologie ne l'impose depuis une réforme[réf. nécessaire]. C'est à l'appréciation du médecin, généralement en cas de mauvais état du corps. (Auparavant : hépatite virale sauf A, peste, sida, rage),

  - obstacle au don du corps,
  - prélèvement en vue de rechercher la cause du décès (dans un intérêt purement médical ou scientifique, impossible en cas de pathologie contagieuse ou d'obstacle médico-légal),
  - présence de prothèse(s) fonctionnant au moyen d'une pile ou renfermant des radioéléments (obligation de retirer les prothèses contenant des radioéléments avant la mise en bière, par mesure de sécurité et pour préserver l'environnement).
- date, lieu, signature et cachet du médecin.

Cette partie est en triple exemplaire et est destinée à :
- la mairie de la chambre funéraire ;
- la chambre funéraire ;
- la mairie du lieu de décès.

#### Deuxième partie
La deuxième partie a un caractère médical et confidentiel. Elle comprend :
- Commune du décès, du domicile
- Date de décès
- Date de naissance
- Sexe
- Cause du décès :
  - différents états morbides ayant abouti au décès avec un classement par ordre de causalité et une appréciation du délai entre le début de l'affection et le décès,
  - autres états morbides ou physiologiques ayant contribué au décès,
- Les informations complémentaires :
  - décès pendant une grossesse ou un an après,
  - précision sur le lieu de l'accident.

Elle doit être cachetée et transmise par l'officier d'état civil au médecin de santé publique attaché à l'Agence régionale de santé. Les données recueillies seront exploitées à des fins statistiques.